# Centrophorus moluccensis
Centrophorus moluccensis – gatunek drapieżnego, morskiego rekina z rodziny Centrophoridae. 

## Morfologia
Dwie płetwy grzbietowe, tylna mała, przednia duża, obie z kolcami, płetwa odbytowa nie występuje, płetwy piersiowe duże. Dość długi ogon z dużą płetwą ogonową. Oczy duże. Barwa szara, brązowawa, brzuch biały. Na górnym płacie płetwy ogonowej i na wierzchołku przedniej płetwy grzbietowej pokaźna czarna plama.  
Samice dorastają do 0,98 m, natomiast samce do 0,86 m; dymorfizm płciowy pod względem wielkości dość wyraźny. 

## Występowanie
Wody przybrzeżne strefy tropikalnej południowej Azji, także w wodach przybrzeżnych południowej Afryki, Australii i południowej Japonii.   

## Ekologia
Pokarm
Drobne ryby, głowonogi, skorupiaki i osłonice.
Środowisko
Morskie wody przybrzeżne, głębokości od 135 m do 820 (batial). 
Rozmnażanie
Jajożyworodne, w miocie 2 młode wielkości do 38 cm; ciąża do 2 lat. 
Ataki na ludzi
Nie atakuje.